# Platin(IV) iodide
Platin(IV) iodide là một hợp chất vô cơ của platin và nhóm iodide với công thức hóa học PtI4.

## Điều chế
Platin(IV) iodide có thể thu được bằng cách cho platin phản ứng với iod và kali iodide hoặc bằng cách cho axit hexacloroplatinic(IV) với axit iodhydric hoặc dung dịch natri iodide.

## Tính chất
Platin(IV) iodide là chất rắn màu đen, không tan trong nước. Nó có thể hòa tan trong ethanol, aceton và amonia lỏng. Ba dạng đa hình của hợp chất đã được biết đến, một dạng kết tinh lập phương kém bền hơn, chỉ xuất hiện ở nhiệt độ thấp và hai dạng bền hơn, có cấu trúc tinh thể trực thoi và bốn phương. Hợp chất bị phân hủy ở 300 ℃, tạo ra platin(II,III) iodide Pt3I8, trong một hệ kín; nếu tiếp tục phân hủy, platin(III) iodide sẽ được tạo ra.

## Hợp chất khác
PtI4 còn tạo một số hợp chất với NH3, như PtI4·2NH3 xuất hiện dưới hai dạng: dạng cis- là tinh thể màu đỏ nhạt-tím, dạng trans- là bột màu đen, PtI4·3NH3 (cấu tạo [PtI3(NH3)3]I) và PtI4·4NH3 (cấu tạo [PtI2(NH3)4]I2) đều là chất rắn màu đen hay PtI4·6NH3 là chất rắn màu vàng, có vết xám và không ổn định.